# Скандинавська міфологія (книга)
Скандинавська міфологія (англ. Norse Mythology) — збірка переказаних міфів, які уклав Ніл Гейман. Книга побачила світ 7 лютого 2017 року у видавництвах «W. W. Norton & Company» (США) та «Bloomsbury Publishing» (Велика Британія). Українське видання книги вийшло цього ж 2017 року у видавництві «КМ-Букс».
Незважаючи на те, що Ніл Гейман відносить збірку до нехудожньої літератури (нон-фікшн), книга потрапила до списку кандидатів премії «Вибір Гудрідс» 2017 року у категорії «Найкраще фентезі». Книжка посіла друге місце, поступившись «Фантастичним звірам і де їх шукати: Оригінальний сценарій» Джоан Роулінг. 2018 року книга здобула премію «Ауді» у категорії «Аудіокниги, що начитані автором чи авторами».

## Історія створення
Ніл Гейман захоплювався скандинавською міфологією ще з раннього дитинства, тож коли 10 листопада 2008 року (на день народження письменника) Емі Черрі, редакторка видавництва «Norton», запропонувала йому переказати деякі міфи, він зацікавився такою ідеєю. Вибравши окремі оповідки зі «Старшої Едди» та «Молодшої Едди», Ніл Гейман «намагався переказати ці міфи й історії максимально точно і водночас цікаво». Зрештою, збірка побачила світ у лютому 2017 року.
В одному з інтерв'ю Емі Черрі так висловилася щодо книги:
|  | Я очікувала на низку об'єднаних міфів, які на думку Ніла були найцікавішими, але те, що я отримала, мало неймовірну наративну форму — оповідь велася від самого початку богів і аж до Рагнароку, від світанку і аж до нового початку. Як читачка, я знала, що книга прямує у певному напрямку, а наприкінці на мене чекала емоційна реакція — здивування. Оригінальний текст (англ.) I was expecting a group of myths that came together because Neil thought they were the most interesting, but what I got was this incredible narrative form, from the beginning of the gods to Ragnarok, the twilight of the gods, and a new beginning. As a reader, I knew the book was heading in a direction, and at the end I had that emotional reaction of wonder. |

## Зміст
До збірки увійшло п'ятнадцять оповідок:
- «До початку і після» (англ. Before the Beginning, and After);
- «Іггдрасілль і дев'ять світів» (англ. Yggrasil and The Nine Worlds);
- «Мімірова голова та Одінове око» (англ. Mimir's Head and Odin's Eye);
- «Скарби богів» (англ. The Treasures of the Gods);
- «Будівельних справ майстер»(англ. The Master Builder);
- «Діти Локі» (англ. The Children of Loki);
- «Незвичне весілля Фреї» (англ. Freya's Unusual Wedding);
- «Мед поетів» (англ. The Mead of Poets);
- «Подорож Тора до Країни велетнів» (англ. Thor's Journey to the Land of the Giants);
- «Яблука безсмертя» (англ. The Apples of Immortality);
- «Історія про Герд і Фрейра» (англ. The Story of Gerd and Frey);
- «Як Гюмір і Тор ходили на риболовлю» (англ. Hymir and Thor's Fishing Expedition);
- «Смерть Бальдра» (англ. The Death of Balder);
- «Останні дні Локі» (англ. The Last Days of Loki);
- «Рагнарок: невідворотна доля богів» (англ. Ragnarok: The Final Destiny of The Gods).

## Переклад українською
- Ніл Гейман. Скандинавська міфологія. — К. : КМ-Букс, 2017. — 256 с. — ISBN 978-617-7489-97-8.